# Schellerberg

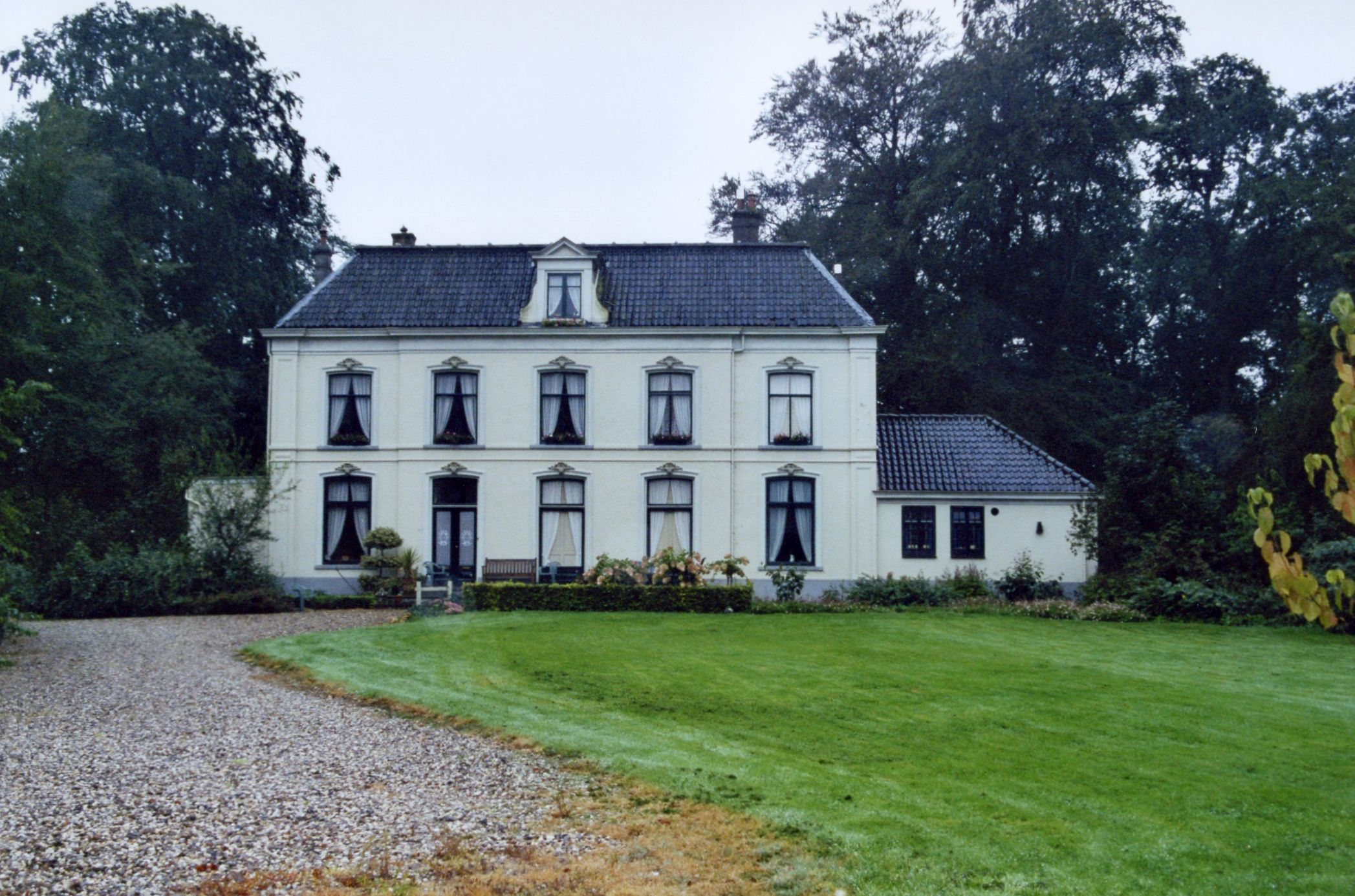
Huize Schellerberg

Schellerberg is een landgoed met landhuis bij de Nederlandse stad Zwolle. Het is gelegen op een oude rivierduin aan de Schellerbergerweg. Het wordt voor het eerst genoemd in een akte in 1379. Eeuwenlang was het erve op het goed bij de landeigenaar in gebruik als spieker, pas na ongeveer 1740 is er sprake van een buitenplaats. Het tegenwoordige pand dateert van 1876 en is een rijksmonument.

## Naam
De naam Schellerberg zou volgens sommigen afgeleid zijn van het woord 'shallow', dat in het Engels 'ondiep' of 'doorwaadbaar' betekent. Het zou dan geen toeval zijn dat Zwolle, wat afgeleid is van Swolla ook veel op dit woord lijkt. Het woord berg slaat op de rivierduin waarop het landgoed gesitueerd is.

## Geschiedenis
Door vererving viel het goed in 1604 toe aan de familie Greven. Omstreeks 1740 moet de bewoning van het landhuis zijn begonnen, Henricus Ravesteyn, echtgenoot van Elisabeth Greven, betrok toen het hoofdgebouw gedurende de zomermaanden. Voor die tijd had het alleen een agrarische bestemming. Eigenaren van het landgoed waren door de eeuwen heen vaak burgemeester van de stad Zwolle.
Aan het begin van de twintigste eeuw raakte het landhuis in verval, het onderhoud werd te kostbaar. Het huis werd te huur aangeboden, waarna verscheidene huurders voor een korte tijd op het landgoed verbleven, maar al spoedig weer vertrokken. In de jaren 50 van de twintigste eeuw leek het lot van het landgoed definitief beslist, omdat de overheid er een haven voor de binnenvaart plande. Omdat dit geen doorgang vond kon Elisabeth Tromp Meesters-Greven het landgoed in stand houden. Haar zoon Willem nam het na haar dood in 1984 over. In eerste instantie bewoonden zij het slechts als antikraak, later besloten zij nieuwe wegen in te slaan door er een natuurcamping te beginnen. Deze camping werd omstreeks 2004 opgeheven en huize Schellerberg werd voor bewoning aan anderen afgestaan.

## Tegenwoordig
Ondanks steeds dichterbij komende woonwijken van de stad Zwolle is de buitenplaats relatief rustig gebleven. Men kan een wandeling over het terrein maken, maar moet daarvoor wel in het bezit zijn van een toegangskaart.